# Gennadi Michailowitsch Manakow
Gennadi Michailowitsch Manakow (russisch Геннадий Михайлович Манаков; * 1. Juni 1950 in Jefimowka, Oblast Tschkalow, RSFSR, UdSSR; † 26. September 2019) war ein sowjetischer und russischer Kosmonaut.
Manakow war Testpilot der sowjetischen Luftwaffe, bevor er 1985 als Kosmonaut ausgewählt wurde.
Nachdem er im Februar 1990 Ersatzmann für den Flug von Sojus TM-9 gewesen war, wurde er als Kommandant von Sojus TM-10 nominiert. Am 1. August 1990 startete er zusammen mit Gennadi Strekalow zur Raumstation Mir, um dort über vier Monate zu verbringen.
Nachdem er für den Flug Sojus TM-15 wiederum Ersatzmann gewesen war, startete er am 24. Januar 1993 mit Sojus TM-16 zu seinem zweiten Flug. Zusammen mit Alexander Poleschtschuk blieb er dieses Mal fast sechs Monate im All.
Manakow war auch noch für einen dritten Raumflug vorgesehen, der mit Sojus TM-24 für Juli 1996 geplant war, und mit Pawel Wladimirowitsch Winogradow sowie der französischen Kosmonautin Claudie Haigneré stattfinden sollte. Zuerst wurde jedoch der Start aufgrund von Problemen mit der Trägerrakete verschoben, dann wurden bei Manakow Herzstörungen festgestellt, so dass er und Winogradow durch ihre Reserveleute Waleri Korsun und Alexander Kaleri ersetzt werden mussten.
Am 20. Dezember 1996 ging Manakow in den Ruhestand.
Gennadi Manakow war verheiratet und hatte zwei Kinder.